# Beloeil, Belgien
Beloeil är en kommun i Belgien.   Den ligger i provinsen Hainaut och regionen Vallonien, i den västra delen av landet, 60 kilometer sydväst om huvudstaden Bryssel. Antalet invånare är 13 695. Beloeil gränsar till Chièvres. 
Omgivningarna runt Beloeil är en mosaik av jordbruksmark och naturlig växtlighet. Runt Beloeil är det tätbefolkat, med 570 invånare per kvadratkilometer.